# John Hay (homme politique américain)
Pour les articles homonymes, voir John Hay et Hay.
John Milton Hay, né le 8 octobre 1838 à Salem (Indiana) et mort le 1er juillet 1905 à Newbury (New Hampshire), est un homme politique, diplomate, auteur et journaliste américain. Membre du Parti républicain, il est le secrétaire privé du président Abraham Lincoln, secrétaire d'État assistant des États-Unis entre 1879 et 1881, ambassadeur des États-Unis au Royaume-Uni entre 1897 et 1898 puis secrétaire d'État des États-Unis entre 1898 et 1905 dans l'administration du président William McKinley puis dans celle de son successeur Theodore Roosevelt.

## Biographie

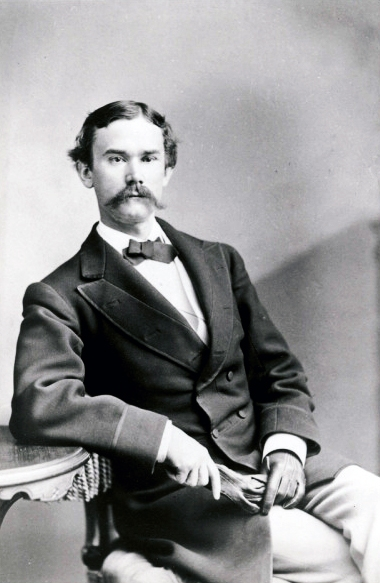
John Hay jeune homme.

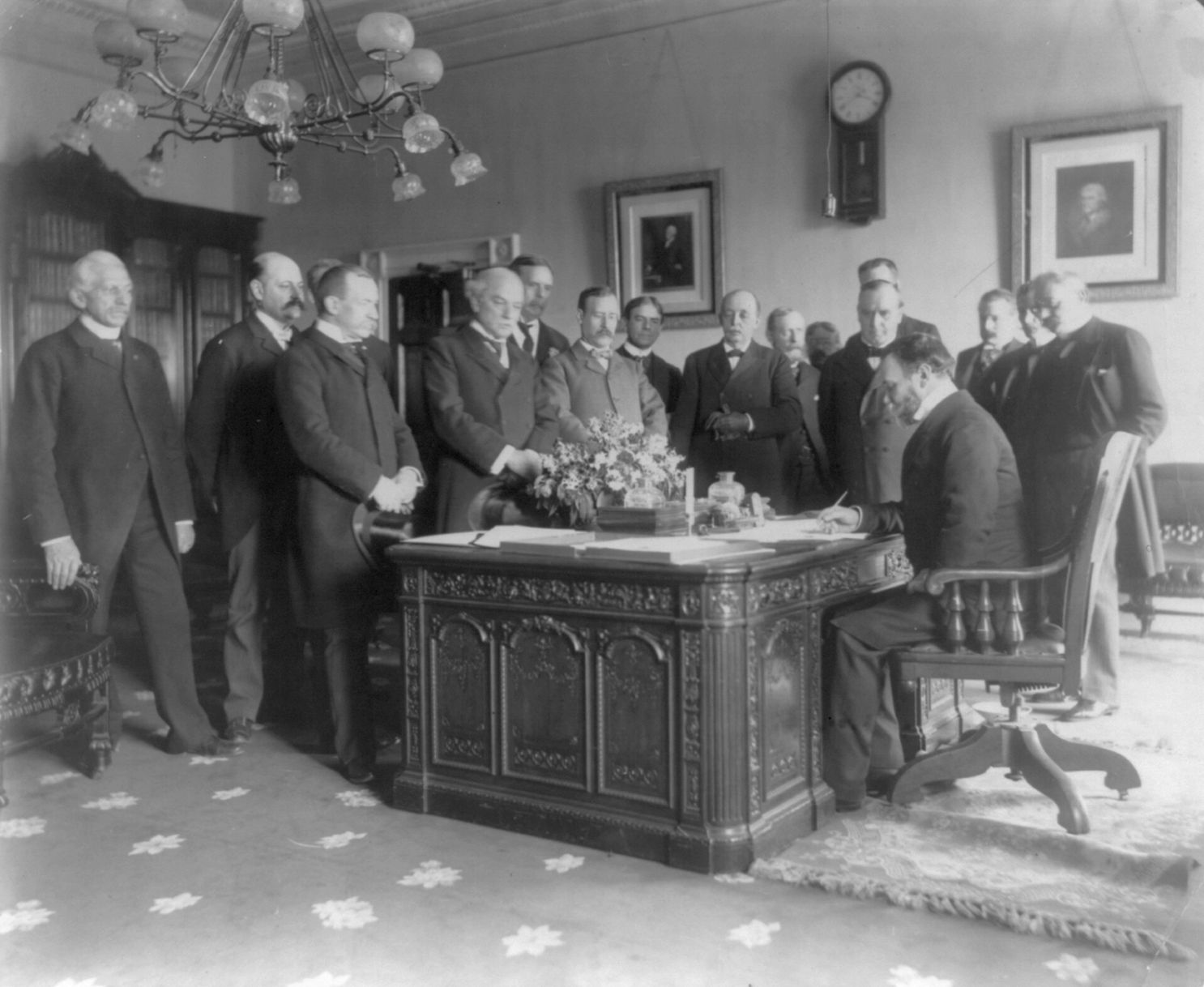
John Hay signe un traité de paix sur le Resolute desk dans le bureau du président McKinley à la Maison Blanche (actuelle Lincoln Bedroom, c. 1999).

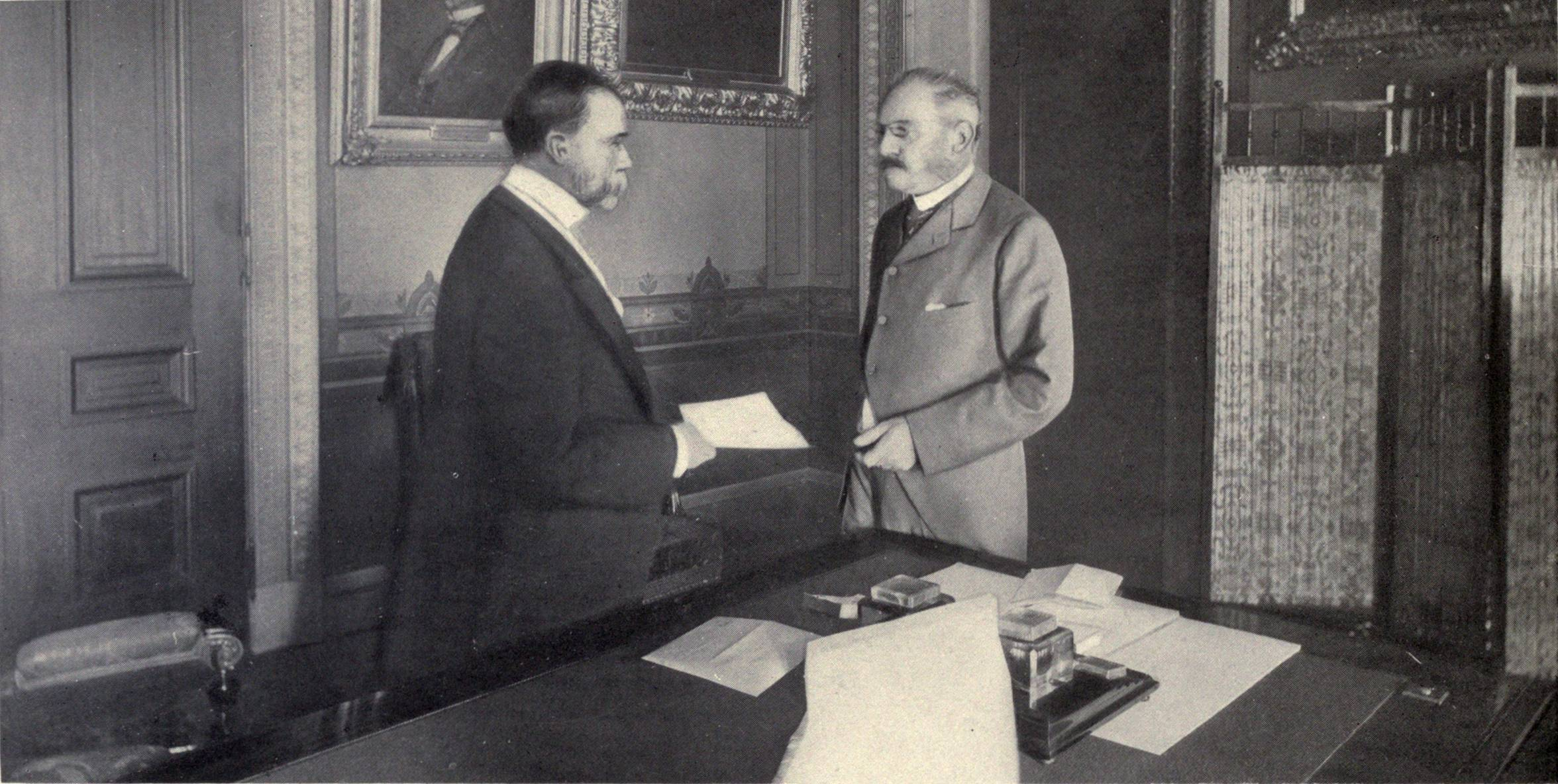
John Hay remettant à l'ambassadeur français Jules Cambon la créance de 20 millions de dollars pour l'Espagne prévue dans le traité de Paris de 1898.

John Hay est né à Salem (Indiana) de parents d'origine écossaise et est élevé à Warsaw dans l'Illinois. Il suit les cours de l'université Brown où il s'intéresse à la poésie et devient membre du cercle littéraire de Providence fréquenté par Sarah Helen Whitman et Nora Perry. Il commence sa carrière à 22 ans comme secrétaire d'Abraham Lincoln bien que rattaché comme commis au département de l'Intérieur. Il loge alors dans une chambre dans le coin nord-est du second étage de la Maison-Blanche, chambre qu'il partage avec John G. Nicolay. Pendant quelques mois, il sert dans l'armée de l'Union sous les ordres des généraux David Hunter et Quincy Adams Gillmore. Il atteint le rang de major, puis est breveté lieutenant-colonel et enfin colonel. Son journal et ses écrits durant la guerre de Sécession constituent des documents historiques. Certains ont crédité John Hay d'être le réel auteur de la lettre du président Lincoln à Mme Bixby, la consolant de la perte de ses cinq fils durant la guerre.
Il est présent lors de l'assassinat d'Abraham Lincoln au théâtre Ford. John Hay et John G. Nicolay écrivent par la suite une biographie formelle en 10 volumes de Lincoln (Abraham Lincoln: A History, 1890) et préparent une édition rassemblant tous ses travaux.
Des extraits de son journal et ses lettres de 1861 à 1870, publiés dans le livre Lincoln and the Civil War, montrent le président sous un jour très intime. Le portrait d'Abrahma Lincoln est affectueux, certainement avec un biais favorable, mais contient également des éléments et anecdotes sur la vie domestique et le caractère du président américain.
John Hay est secrétaire de légation à Paris et à Madrid et chargé d'affaires à Vienne. Pendant six ans, il est un rédacteur du New York Tribune.
En 1883, son roman The Bread-Winners (en) est publié à titre anonyme et par épisode dans le périodique The Century Magazine. Ce livre, dans lequel il expose ses vues hostiles aux organisations ouvrières et notamment aux syndicats, éveille l'intérêt des commentateurs et des hommes politiques de l'époque, non pas tant pour ses qualités littéraires ni pour le contenu de ses propos mais surtout pour le mystère autour de l'identité cachée de son auteur. Même si plusieurs personnes avaient dès sa parution spéculé correctement, John Hay ne reconnaîtra jamais officiellement qu'il en est l'auteur. Ce n'est qu'après sa mort que l'information est officiellement donnée.
Il est nommé ambassadeur des États-Unis au Royaume-Uni en 1897, quand William McKinley devient président. En août 1898, il est nommé secrétaire d'État des États-Unis (équivalent de ministre des Affaires étrangères) et participe à la négociation du traité de Paris de 1898, mettant fin à la guerre hispano-américaine. Il continue au poste de secrétaire d'État, après que Theodore Roosevelt a succédé à McKinley, occupant le poste jusqu'à sa mort en 1905.
Parmi ses contributions, on peut citer l'adoption de l'Open Door Policy en Chine (annoncée le 2 janvier 1900), qui est l'un des éléments provoquant la révolte des Boxers, et les préparatifs pour le canal de Panama. Il négocie le traité Hay-Pauncefote (1901), le traité Hay-Herran (1903), et le traité Hay-Bunau-Varilla (1903), tous des traités étapes vers la construction et l'utilisation du canal de Panama. En tout, il négocie plus de 50 traités, dont le règlement du litige des Samoa, qui permettent aux États-Unis de sécuriser Tutuila, disposant d'un excellent port naturel dans le Pacifique, un traité fixant définitivement la frontière de l'Alaska en 1903 ; la négociation de traités réciproques avec l'Argentine, la France, l'Allemagne, Cuba et les Antilles britanniques, la négociation de nouveaux traités avec l'Espagne et la négociation d'un traité avec le Danemark pour la cession des Antilles danoises.
En 1904, il est l'une des sept premières personnalités choisies pour être membre de l'Académie américaine des arts et des lettres.
Il est marié à Clara Louise Stone et ils ont quatre enfants. Ils sont enterrés au cimetière de Lake View à Cleveland (Ohio). Leur fille Alice Evelyn Hay épouse le politicien new yorkais James Wolcott Wadsworth Jr.. Leur fille Helen Julia Hay, une écrivaine et poétesse, épouse Payne Whitney de l'influente famille Whitney ; leurs enfants John Hay Whitney et Joan Whitney Payson deviennent également des personnalités.
La propriété de Hay dans le New Hampshire est conservée au sein du John Hay National Wildlife Refuge.

## Ouvrages
- Abraham Lincoln: A History (avec John G. Nicolay, 1890)
- The Bread-Winners (en) (1883)
- Castilian Days  (1875)
- Pike County Ballads and Other Poems (1871)
- Poems (1890)

## Source
- (en) Cet article est partiellement ou en totalité issu de l’article de Wikipédia en anglais intitulé « John Hay » (voir la liste des auteurs).